# Silene ovalifolia
Silene ovalifolia är en nejlikväxtart som först beskrevs av Eduard August von Regel och Schmalh., och fick sitt nu gällande namn av Melzheimer. Silene ovalifolia ingår i släktet glimmar, och familjen nejlikväxter. Inga underarter finns listade i Catalogue of Life.